# Damias elegans
Damias elegans là một loài bướm đêm thuộc phân họ Arctiinae, họ Erebidae.